# Leprechaun: Origins
Leprechaun: Origins is een Amerikaanse horror/komediefilm uit 2014, geregisseerd door Zach Lipovsky.

## Verhaal
Enkele echtparen besluiten te gaan overnachten in Ierland. De bewoners van een stadje bieden de wandelaars een oude hut ter overnachting. Al snel ontdekken ze dat het landschap niet vrolijk is en het verhaal van de Leprechaun toch waar blijkt te zijn. 

## Rolverdeling
- Dylan "Hornswoggle" Postl als de Leprechaun
- Stephanie Bennett als Sophie Roberts
- Teach Grant als Sean McConville
- Bruce Blain als Ian Joyce
- Adam Boys als Francois
- Andrew Dunbar als Ben
- Melissa Roxburgh als Jeni
- Brendan Fletcher als David
- Emilie Ullerup als Catherine
- Garry Chalk als Hamish McConville
- Mary Black als Mary
- Gary Peterman als Irish Farmer

## Productie
De film is niet een vervolg maar een remake van de gelijknamige film uit 1993.